# Veljko Bulajić
Veljko Bulajić (Nikšić, 1928. március 22. – Zágráb, 2024. április 2.) montenegrói filmrendező, forgatókönyvíró.

## Életpályája
Művészi pályafutását 1945 után mint asszisztens kezdte. Először dokumentumfilmek számára írt forgatókönyveket, majd néhány figyelemre méltó rövidfilmet forgatott (A szikla és a tenger; 1953, A vándorló hajó). 1954-ben Olaszországban a Filmművészeti Főiskola hallgatója lett. Gyakorlati munkaként Vittorio De Sica és Luigi Zampa forgatócsoportjában is dolgozott. Hazatérése után ismét forgatókönyveket írt, majd önálló rendezőként is bemutatkozott a játékfilm műfajában. 1969-ben és 1980-ban a Cannes-i Filmfesztivál zsűritagja volt.

## Munkássága
A fiatal jugoszláv nemzedék egyik legegyénibb képviselője. Magyarországon is vetítették egy fiatal szocialista város kialakulásáról, alapítóiról szóló filmjét, A forrongó várost (1961). Megrázó erejű riportja a szkopjei földrengésről szóló Skoplje '63 (1964). Hatalmas arányú vállalkozása, a világsztárokat felvonultató A neretvai csata (1969) a népfelszabadító háború egy drámai epizódját elevenítette meg.

## Filmjei
- A szikla és a tenger (Kamen i more) (1953)
- Vihar (U oluji) (1953; Vatroslav Mimica-val)
- A menetrend nélküli vonat (Vlak bez voznog reda) (1959)
- Rat (1960)
- A forrongó város (1961)
- Kozara (1962)
- Skoplje '63 (1964)
- Pillantás a napba (Pogled u zjenicu sunca) (1966)
- A neretvai csata (1969)
- Merénylet Szarajevóban (1975)